# Национал-социалистическая нидерландская рабочая партия
Национал-социалистическая голландская рабочая партия (нидерл. Nationaal-Socialistische Nederlandsche Arbeiderspartij), или НСНАП — голландская национал-социалистическая партия, основанная в 1931 году Эрнстом Германом ван Раппардом. НСНАП копировала Гитлера и его партию. Она не смогла добиться особых успехов, а НСБ и Генеральная голландская фашистская лига обвиняли НСНАП в слишком большой умеренности для фашистского движения.
Партия, подражая НСДАП, создала собственный батальон «штурмовых кавалеристов» (нидерл. Storm Trooper) наподобие СА и молодёжную организацию наподобие Гитлерюгенда, а также скопировала чёрную свастику в белом круге как эмблему. В отличие от других организаций крайне правого толка, которые проповедовали идеи голландской идентичности и патриотизма, НСНАП искала пути включения Нидерландов в состав Третьего рейха. На парламентских выборах 1937 года партия получила 998 голосов.
Вскоре НСНАП раскололась на три группы под руководством ван Раппарда, майора Корнелиса Якоба Аарта Крюйта и Альберта ван Ватерланда (его настоящая фамилия де Йооде, но он её сменил так как она ассоциировалась со словом «еврей»). Альфред Розенберг рассматривал вопрос о поддержке партии со стороны Германии, но она раскололась и немцы потеряли интерес.
НСНАП не получила поддержки немцев во время их вторжения в 1940 году. Нацисты выбрали Антона Мюссерта, и большинство партий и движений праворадикального толка вошли в состав НСБ. НСНАП была распущена 14 декабря 1941 года, когда Артур Зейсс-Инкварт запретил все партии кроме НСБ. Ван Раппард вступил в СС вместе со многими членами НСНАП.